# Лонда Шибінґер
Лонда Шибінґер (англ. Londa Schiebinger; нар. 13 травня 1952 року) — американська науковиця, професор історії науки, ґендерна досліджувачка, член Американської академії мистецтв і наук. 1984 року отримала ступінь доктора філософії від Гарвардського університету. Шибінґер є директоркою проєкту ґендерних інновацій у науці, медицині, інженерії та довкіллі. Одержала почесні докторські ступені від Брюссельського вільного університету, Бельгія (2013), Лундського університету, Швеція (2017), та від університету Валенсії, Іспанія (2018). Шибінґер працює в міжнародній консультативній раді часопису «Знаки. 1999 року Шибінґер стала першою жінкою, що була ушанована премією Александра фон Гумбольдта.
Шибінґер вивчає ґендерне питання в науці. Об'єктом її дослідження є роль жінок-науковиць та уявлення про ґендерні відмінності у різні доби історії науки.
У шлюбі з істориком Робертом Н. Проктором, має двох дітей.

## Вибрана бібліографія
- Secret Cures of Slaves: People, Plants, and Medicine in the Eighteenth-Century Atlantic World (Stanford University Press, 2017).
- Women and Gender in Science and Technology, 4 vols. (London: Routledge, 2014).
- Gendered Innovations: How Gender Analysis Contributes to Research, ed. with Ineke Klinge (Luxembourg: Publications Office of the European Union, 2013).
- Dual-Career Academic Couples: What Universities Need to Know, Londa L. Schiebinger, Andrea Davies Henderson, Shannon K. Gilmartin, Stanford University, 2008, ISBN 978-0-9817746-0-2
- Gendered Innovations in Science and Engineering, Edited by Londa Schiebinger. Stanford University Press, 2008 ISBN 978-0-8047-5814-7
- Agnotology: The Making and Unmaking of Ignorance [Архівовано 18 травня 2016 у Wayback Machine.], Edited by Robert N. Proctor, Londa Schiebinger. Stanford University Press 2008, ISBN 978-0-8047-5652-5
- Plants and Empire: Colonial Bioprospecting in the Atlantic World [Архівовано 18 травня 2016 у Wayback Machine.], Harvard University Press. 2004, ISBN 978-0-674-01487-9
  - Foreign Translation: Japanese (Kosakusha Publishing Co., in progress). Winner of the Prize in Atlantic History, American Historical Association, 2005, and the Alf Andrew Heggoy Book Prize, French Colonial Historical Society, 2005. ISBN 0-674-01487-1
- Colonial Botany: Science, Commerce, and Politics, edited by Londa Schiebinger, Claudia Swan (University of Pennsylvania Press) 2004.
- Nature's Body: Gender in the Making of Modern Science [Архівовано 5 травня 2016 у Wayback Machine.] Beacon Press, 1993, ISBN 978-0-8070-8900-2; New Brunswick: Rutgers University Press, 2004 ISBN 978-0-8135-3531-9
  - Foreign Translations: Japanese (Tokyo: Kosakusha Publishing Co., 1996); German (Stuttgart: Klett-Cotta Verlag, 1995); and Hungarian (in preparation). Winner of the Ludwik Fleck Book Prize, Society for Social Studies of Science, 1995.
- Feminism in Twentieth-Century Science, Technology, and Medicine [Архівовано 30 квітня 2016 у Wayback Machine.], edited by Angela Creager, Elizabeth Lunbeck, and Londa Schiebinger, University of Chicago Press, 2001, ISBN 978-0-226-12024-9
- Oxford Companion to the Body, edited by Colin Blakemore and Sheila Jennett; Section editors Alan Cuthbert, Roy Porter, Tom Sears, Londa Schiebinger, and Tilli Tansey (Oxford University Press)  2001.
- Feminism and the Body, edited by Londa Schiebinger, Oxford University Press, 2000, ISBN 978-0-19-873191-7
- Has Feminism Changed Science? [Архівовано 17 червня 2016 у Wayback Machine.], Cambridge: Harvard University Press 2001, ISBN 978-0-674-00544-0
  - Foreign Translations: Japanese (Kosakusha Publishing Co., 2002); German (München: Beck Verlag, 2000); Portuguese (Editora da Universidade do Sagrado Coração, 2001); Korean (Dulnyouk Publishing Co., 2002). ISBN 0-674-00544-9
- The Mind Has No Sex? Women in the Origins of Modern Science [Архівовано 3 червня 2016 у Wayback Machine.], Cambridge: Harvard University Press, 1989, ISBN 978-0-674-57623-0; Harvard University Press, 1991, ISBN 978-0-674-57625-4
  - Foreign Translations: Japanese (Tokyo: Kosakusha Publishing Co., 1992); German (Stuttgart: Klett-Cotta Verlag, 1993); Chinese (Taipei: Yuan-Liou Publishing); Portuguese (Lisbon: Pandora Ediçioes, 2001); and Greek (Athens: Katoptro, 2003).